# Agnosticizam
Agnosticizam je stav da je istinitost određenih tvrdnji, posebice tvrdnji vezanih uz postojanje ili nepostojanje bilo kakvog božanstva, ali i drugih religijskih i metafizičkih tvrdnji, nepoznata i, prema trenutnim saznanjima, nespoznatljiva.
Agnosticizam se može definirati na različite načine. Nekad se koristi za označavanje dvojbe ili skeptičkog pristupa. Prema nekim shvaćanjima, agnosticizam je stav o razlici između vjerovanja i znanja, umjesto stava o nekoj konkretnoj tvrdnji ili vjerovanju. Agnostik niti vjeruje da bog postoji, niti vjeruje da bog ne postoji, dok nevjernik (ateist) ili ne vjeruje da postoji ili vjeruje da ne postoji, a vjernik (teist) vjeruje da postoji. U užem smislu, agnosticizam je stav da čovječanstvo trenutno ne posjeduje potrebno znanje i/ili razum za racionalno opravdavanje odnosno dokazivanje da božanstva postoje ili ne postoje.
Thomas Henry Huxley, engleski biolog, skovao je izraz agnostik u 1869.
Međutim, raniji mislioci i pisana djela spominjala su agnostičku perspektivu. Među njih spadaju Protagora, grčki filozof iz 5. stoljeća pr. Kr., te mit o stvaranju iz Nasadiya Sukte u Rigvedama, drevnom tekstu na sanskrtu. Otkad je Huxley skovao izraz, mnogi drugi mislioci dosta su pisali o agnosticizmu.

## Definiranje agnosticizma
Centri za demografska istraživanja u pravilu ne rade razliku između raznih tipova nereligioznih anketiranih osoba, pa se agnostici često svrstavaju u istu kategoriju kao i ateisti ili druge nereligiozne osobe.
Neki izvori koriste agnostičan u smislu suzdržan.
Agnosticizam se često preklapa s drugim sustavima vjerovanja. Agnostički teisti za sebe kažu da su i agnostici i sljedbenici određene religije, a agnosticizam vide kao okvir za razmišljanje o prirodi vjerovanja i njihovom odnosu prema otkrivenim istinama. Neke nereligiozne osobe, poput pisca Philipa Pullmana, određuju se i kao agnostik i kao ateist. Za razliku od njih, filozof William L. Rowe kaže da u je popularnom smislu agnostik osoba koja ni vjeruje niti ne vjeruje da božanstvo ili božanstva postoje, dok teist i ateist vjeruju, odnosno ne vjeruju, te da je u strogom smislu agnosticizam stav da je ljudski razum nesposoban racionalno opravdati vjerovanje da božanstva postoje ili ne postoje.
Thomas Henry Huxley je rekao:

Agnosticizam zapravo nije vjera, nego metoda, koja je temeljena u rigoroznoj primjeni jednog principa. U pozitivnom smislu pricip se može napisati kao: Kod intelektualnih stvari, slijedi svoj razum koliko god daleko te odveo, bez obzira na bilo što drugo. U negativnom smislu: Kod intelektualnih stvari ne pretvaraj se da su nedokazani ili nedokazivi zaključci sigurni.

### Etimologija
Pojam agnostik (grčki α- a-, bez + γνώσις gnōsis, znanje) Thomas Henry Huxley upotrijebio je u govoru na sastanku Metafizičkog društva 1869. godine kako bi opisao svoju filozofiju koja odbija sve tvrdnje o duhovnom ili mističnom znanju. Vođe rane kršćanske crkve služili su se grčkom riječi gnosis (znanje) kako bi opisali “duhovno znanje”. Agnosticizam ne treba miješati s religijskim stavovima koji se opiru drevnom religijskom pokretu gnosticizmu; Huxley je pojam koristio u širem, apstraktnijem smislu. Huxley je definirao agnosticizam ne kao vjeru već kao metodu skeptičnog ispitivanja temeljenog na dokazima.
U proteklim godinama znanstvena literatura vezana uz neuroznanost i psihologiju riječ je koristila u značenju "nespoznatljivo".
U tehničkoj i marketinškoj literaturi na engleskom jeziku "agnostično" često ima značenje slično izrazu "neovisno (o)", na primjer "platform agnostic" (neovisno o platformi) ili "hardware agnostic" (hardverski neovisno).

### Određivanje agnosticizma
Filozof David Hume smatrao je da su smislene tvrdnje o svemiru obavezno ograničene nekom razinom dvojbe.
Tvrdio je da, kako ljudi nisu nepogrešivi, ne mogu doći do apsolutne sigurnosti, osim u trivijalnim slučajevima kad je tvrdnja istinita po definiciji (npr. tautologije poput "svi neženje su neoženjeni" ili "svi trokuti imaju tri kuta"). Sve racionalne izjave kojima se iznose činjenične tvrdnje o svemiru koje počinju s "Vjerujem da..." su jednostavno skraćenice za "Na osnovi mog znanja, shvaćanja i interpretacije dostupnih dokaza, nesigurno vjerujem da...". Na primjer, kad netko kaže "Vjeruje da je Lee Harvey Oswald ubio Johna F. Kennedyja", ne iznosi apsolutnu istinu, nego nesigurno uvjerenje utemeljeno na interpretaciji prikupljenih dokaza. Iako netko može podesiti budilicu prethodnog dana vjerujući da će ga probuditi, to uvjerenje nije sigurno - načeto je malim, ali konačnim stupnjem sumnje (sat ili njegov mehanizam za buđenje mogu se pokvariti ili osoba može umrijeti prije nego što se budilica oglasi).
Katolička crkva vidi vrijednost u razmatranju nečeg što naziva parcijalnim agnosticizmom, posebno one sustave koji "ne ciljaju na stvaranje kompletne filozofije Nespoznatljivog, nego na isključivanje posebnih vrsta istina, prvenstveno religijskih, iz domene znanja".
Međutim, Crkva se kroz povijest protivila potpunom nijekanju sposobnosti ljudskog razuma da spozna Boga. Vatikanski koncil, oslanjajući se na biblijski tekst, proglasio je da se "Bog, početak i kraj svega, može, prirodnom prosvijetljenošću ljudskog razuma, sa sigurnošću spoznati iz rezultata stvaranja" (Const. De Fide, II, De Rev.).

## Kritika
Agnosticizam je kritiziran iz različitih perspektiva. Neki religijski mislioci agnosticizam vide kao ograničenje sposobnosti ljudskoga uma za spoznavanje drugih vidova stvarnosti odnosno drugih načina spoznaje, osim čistog materijalizma. Neki ateisti pak kritiziraju upotrebu izraza agnosticizam kao funkcionalno nerazlučivog pojma od pojma odnosne ideje ateizma. Ovaj oblik kritike rezultira u čestom kritiziranju onih koji se prozivaju agnosticima samo kako bi izbjegli da ih se etiketira kao ateiste.

### Vjerska kritika
Agnosticizam kao takav, odnosno neki njegovi vidovi proglašavaju se besmislenim, jer ljudsko biće može spoznati i takve neopipljive kategorije poput Boga odnosno duše jer su ljudski intelekt, misli i čovjekova duša također nešto neopipljivo, nematerijalno, a ipak postoje. Rabi se jednostavna logika, ako nešto nije moguće vidjeti očima i izmjeriti, to ne povlači zaključak da to nešto neopipljvo ne postoji, primjeri su gravitacija, entropija ili misao.
Također, neki mislioci kažu da je moguće živjeti samo uz priznavanje Božje egzistencije (etsi Deus non daretur), ili njeno negiranje (etsi Deus daretur) jer je svako negiranje Boga zapravo efektivno ateizam, što je isti ishod ateističkoj kritici agnosticizma, samo s drugačijeg polazišta.

### Ateistička kritika
Prema Richardu Dawkinsu, razlika između agnosticizma i ateizma je nezgodna i ovisi o tome koliko smo blizu nuli spremni ocijeniti vjerojatnost postojanja bilo kakvog božanskog bića. S obzirom na to da u praksi nije vrijedno uspoređivati vjerojatnost nula s onom praktički jednakom nuli, Dawkins se preferira izjašnjavati kao "definitivni ateist". Svoj stav opisuje ljestvicom od 1 do 7. Na toj ljestvici 1 znači "100-postotna vjerojatnost Boga". Osoba koja na toj ljestvici ima 7 bila bi osoba koja kaže "Znam da ne postoji Bog". Dawkins sebe na ljestvici smješta na broj 6, što opisuje kao "Ne mogu biti posve siguran, ali mislim da je Bog vrlo nevjerojatan i živim svoj život pod pretpostavkom da nema Boga", ali naginje prema 7. O sebi Dawkins još kaže i "Ja sam agnostik samo do one razine do koje sam agnostik u pogledu vila na dnu vrta."
Dawkins ujedno identificira dvije kategorije agnostika; privremeni agnostici u praksi (Temporary Agnostics in Practice) i stalni agnostici u principu (Permanent Agnostics in Principle). Dawkins privremeni agnosticizam smatra posve razumnom pozicijom, ali stalni agnosticizam vidi kao "neodlučnost, intelektualni kukavičluk".

## Vanjske poveznice
- Thomas Huxley (1889) Agnosticism ISBN 1-4400-6878-X